# Батталов, Булат Фасхетдинович
Булат Баттал (известен также как Булат Батталов настоящее имя — Булат Фасхетдинович Батталов, 19 апреля 1928 года, с. Аскарово Абзелиловского района Башкирской АССР — 20 июля 2011, Челябинск) — башкирский поэт и религиозный деятель. Член Челябинского областного литературного объединения башкирских и татарских писателей имени Мифтахетдина Акмуллы.

## Биография
Родился и учился в Аскарово.
В Аскаровской средней школе окончил 9 классов. В годы Великой Отечественной войны работал в колхозе.
В 1946—1952 годах — студент Магнитогорского горно-металлургического института. После успешного окончания института работал в городе Нижний Тагил. С 1957 года и до выхода на пенсию работал инженером на Челябинском металлургическом заводе.
В конце 1980-х и в начале 1990-х годов учился в медресе на хуторе Миасское вблизи города Челябинск. В 1994 году в Уфе выдержал экзамен ДУМЕС (Духовное управление мусульман Европы и Сибири) и получил степень имам-хатыба. В 1990-е годы преподавал в медресе мечети Металлургического района города Челябинска.
Первые поэтические пробы опубликованы в коллективном сборнике «Солнце на ладони» (1970) в переводе на русской язык. Первая поэтическая книга «Горные тропы» была включена в коллективный сборник «Осенее полноводье» (1997), изданная Башкирским книжным издательством. В 2008 году в Уфе издан второй
поэтический сборник «Тоска».  Стихи Булата Батталова вошли в такие литературные сборники, как «Челябинские родники» (Челябинск, 2002), «Мировая антология тюркоязычных народов» (Анкара, 2005), «Время собрать драгоценности» (Учалы, 2006), «Мелодии Челябинска» (Казань, 2006), «Литературная антология Челябинских башкир» (Уфа, 2011).
21 июля 2011 года мусульмане города Челябинска проводили в последний путь правнука Зайнуллы
Ишана Расулева, имам-хатыба и поэта Булата Батталова.

## Семья
Булат Батталов был правнуком известного ишана Зайнуллы Расулева. Его отец Фасхетдин бин Исмагил получил образование в медресе «Расулия» в Троицке и был там мугаллимом, а в годы советской власти работал учителем в Абзелиловском районе и был награжден орденом Ленина.

## Сочинения
Батталов, Булат. Һағыныу / Булат Баттал. — Өфө : Китап, 2008. — 70, [2] с. : ил.; 16 см; ISBN 978-5-295-04403-8